# Frederico IX da Dinamarca
Frederico IX (Lyngby-Tårbæk, 11 de março de 1899 – Copenhague, 14 de janeiro de 1972) foi o Rei da Dinamarca de 1947 até sua morte. Era o filho do rei Cristiano X e da rainha Alexandrina de Meclemburgo-Schwerin, sendo o quarto monarca dinamarquês da Casa de Schleswig-Holstein-Sonderburg-Glücksburg.

## Infância e juventude
Cristiano Frederico Francisco Miguel Carlos Valdemar Jorge nasceu em 11 de março de 1899 no Palácio de Sorgenfri, Lyngby-Tårbæk, filho mais velho do príncipe Cristiano da Dinamarca e Alexandrina de Meclemburgo-Schwerin, ele foi educado na Real Academia Naval Dinamarquesa (quebrando a tradição da família real ao escolher uma carreira naval, em vez de militar) e da Universidade de Copenhague. Antes de se tornar rei, ele adquiriu o posto de almirante e ele tinha vários comandos seniores no serviço ativo. Além disso, com seu grande amor da música, o rei tinha grande habilidade com o piano e era maestro.

## Casamento e família
Em 1922, Frederico foi prometido em casamento para a princesa Olga da Grécia e Dinamarca, a filha do Príncipe Nicolau da Grécia e Dinamarca, mas eles nunca se casam. Em vez disso, ele se casou com a princesa Ingrid da Suécia, filha do Príncipe Herdeiro Gustavo Adolfo, mais tarde rei Gustavo VI Adolfo da Suécia, em Estocolmo, em 24 de maio de 1935. Eles foram relacionados de diversas maneiras. Na descida do Oscar I da Suécia, que eram primos terceiro grau. Eles tiveram três filhas:
- Margarida II (nascida em 1940), que se casou com Henrique de Laborde de Monpezat em 1967, com descendência;
- Benedita (nascida em 1944), que se casou com Ricardo de Wittgenstein-Berleburg-Sayn em 1968, com descendência;
- Ana Maria (nascida em 1946), que casou com Constantino II da Grécia em 1964, com descendência.

## Sucessão
Quando não tinha filhos, era de se esperar que seu irmão mais novo Príncipe Canuto fosse herdar o trono, em conformidade com o direito de sucessão na Dinamarca (Real Decreto de 1853) que praticava a lei Sálica. No entanto, em 1953, uma nova Lei de Sucessão foi aprovada, alterando o método de sucessão à primogenitura cognática, o que significa que sua filha mais velha, Margarida, poderia suceder se ele não tivesse filhos varões, o que a fez sucede-lo como a rainha Margarida II em 1972, ela é a segunda mulher monarca da Dinamarca depois da rainha Margarida I que reinou de 1375 a 1412. Por despacho de 27 de Março 1953, a sucessão ao trono era limitada apenas aos Homens descendentes do rei Cristiano X.
A lei de Sucessão de 27 de Março de 1953 foi aprovada por referendo, dando às mulheres o direito de sucessão ao trono dinamarquês, devido principalmente à popularidade do rei Frederico IX e suas filhas, e da maior integração das mulheres na sociedade dinamarquesa.

## Legado
No reinado de Frederico IX ocorreram grandes mudanças na Dinamarca. Durante estes anos, a sociedade dinamarquesa, sacudindo as restrições de uma sociedade agrícola e desenvolveu um estado de bem-estar. E, como consequência da forte expansão da economia dos anos 1960, as mulheres entraram no mercado de trabalho. Em outras palavras, a Dinamarca tornou-se um país moderno, o que significou novas exigências sobre a monarquia.
Ele foi o 912º Cavaleiro da Ordem da Jarreteira em 1951. 
Ele adoeceu em sua passagem em Copenhaga em 1972 ele veio a óbito, o Rei Frederico IX foi enterrado fora da Catedral de Roskilde perto de Copenhaga. Governantes anteriores tinham sido sepultados na catedral, mas era o desejo do rei de ser enterrado fora dela.